# Landschaftsschutzgebiet Bödefelder Mulde

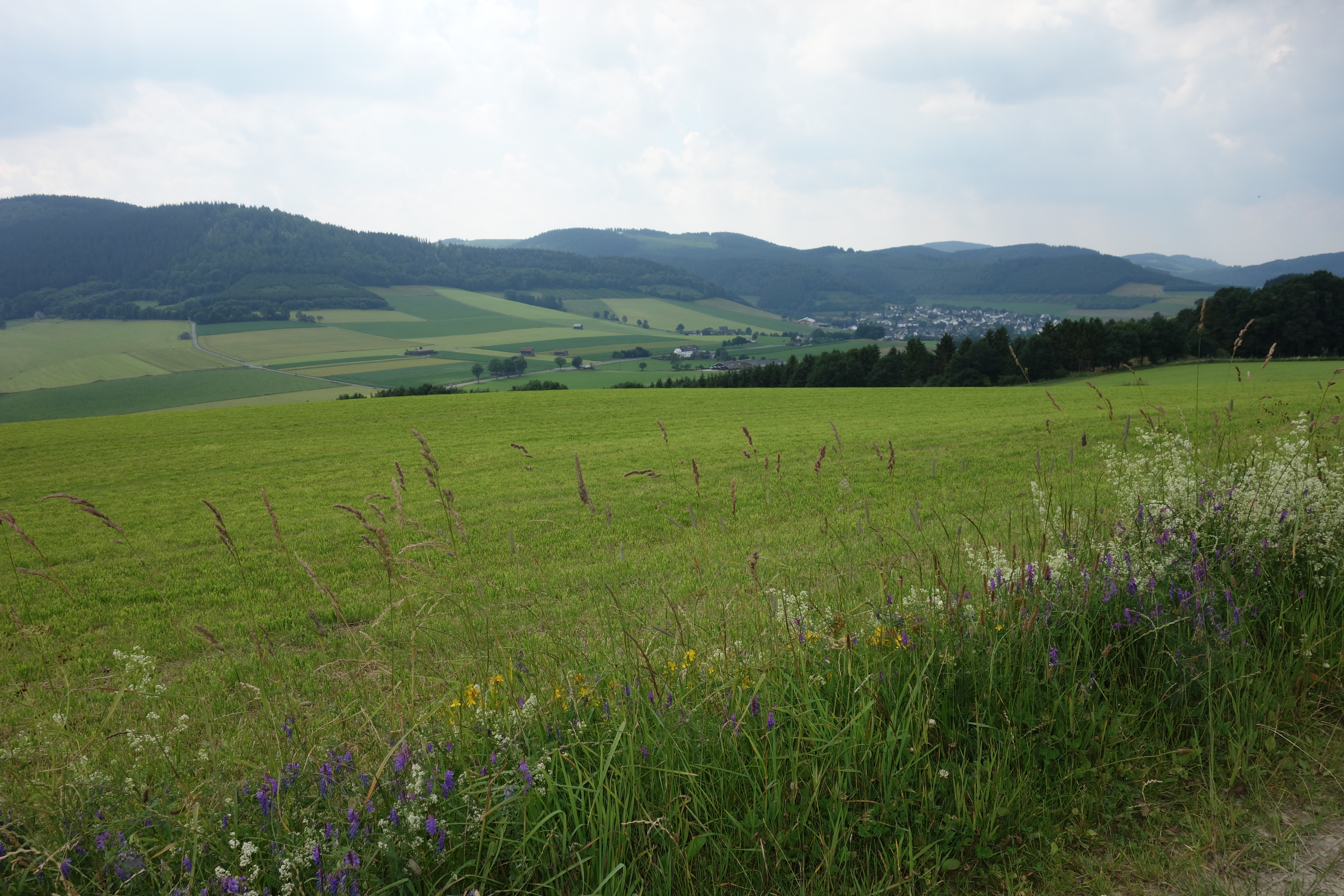
Landschaftsschutzgebiet Bödefelder Mulde mit Bödefeld

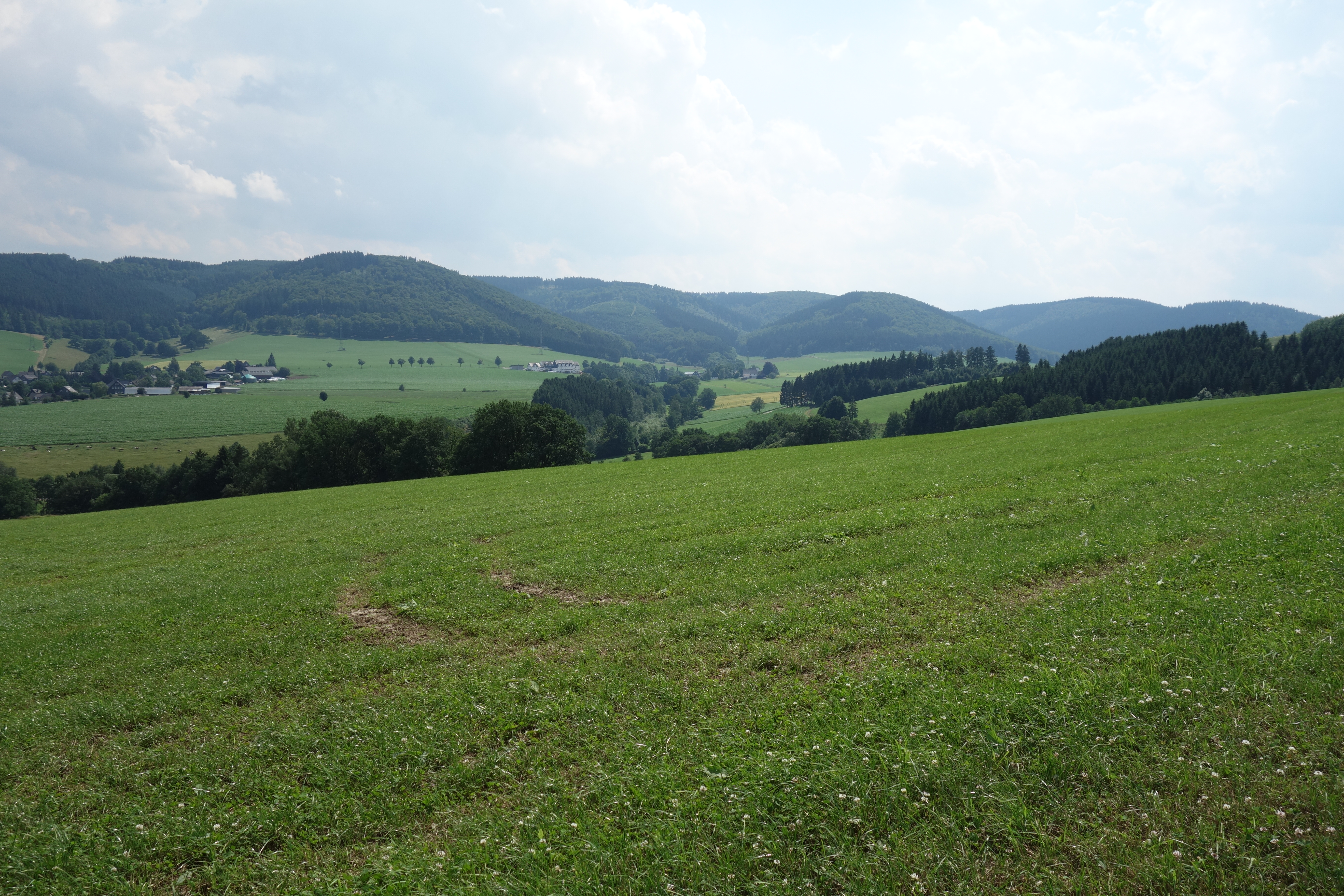
Landschaftsschutzgebiet Bödefelder Mulde mit Walbecke und Lanfert

Das Landschaftsschutzgebiet Bödefelder Mulde mit 499,6 ha Größe liegt im Stadtgebiet von Schmallenberg. Das Gebiet wurde 2008 vom Kreistag des Hochsauerlandkreises mit dem Landschaftsplan Schmallenberg Südost als Landschaftsschutzgebiet (LSG) ausgewiesen. Das LSG ist eines von 71 Landschaftsschutzgebieten vom Typ B, Ortsrandlage, Landschaftscharakter im Stadtgebiet von Schmallenberg. Im Stadtgebiet gibt es auch zwei Landschaftsschutzgebiete vom Typ A (Allgemeiner Landschaftsschutz) und 58 Landschaftsschutzgebiete vom Typ C (Wiesentäler und bedeutsames Extensivgrünland) mit anderen Auflagen.

## Beschreibung
Das LSG besteht aus acht Teilflächen. Das LSG reicht bis an die Häuser von Bödefeld, Westernbödefeld, Lanfert und Walbecke. Im Osten geht das LSG bis zur Stadtgrenze. Im Stadtgebiet Winterberg grenzt direkt das Landschaftsschutzgebiet Bödefelder Mulde (Winterberg) an. 
Es handelt sich um die Offenlandbereiche mit Grünland und Äckern.

## Schutzzweck
Die Ausweisung erfolgte zur Sicherung der Vielfalt und Eigenart der Landschaft im Nahbereich der Ortslagen und der alten landwirtschaftlichen Vorranggebiete durch Offenhaltung.

## Rechtliche Vorschriften
Wie in den anderen Landschaftsschutzgebieten vom Typ B in Schmallenberg besteht im LSG ein Verbot der Erstaufforstung und Weihnachtsbaum-, Schmuckreisig- und Baumschul-Kulturen anzulegen. Wie in allen Landschaftsplangebieten vom Typ B im Stadtgebiet von Schmallenberg besteht das Gebot das LSG durch landwirtschaftliche Nutzung oder durch Pflegemaßnahmen von einer Bewaldung freizuhalten.